# Peter Rabbit 2 - Un birbante in fuga
Peter Rabbit 2 - Un birbante in fuga (Peter Rabbit 2: The Runaway) è un film del 2021 diretto da Will Gluck.
Il film è il sequel del film Peter Rabbit, a sua volta basato sull'omonimo personaggio protagonista dei racconti di Beatrix Potter.

## Trama
Bea, Thomas e gli altri conigli hanno creato una famiglia improvvisata, tuttavia, nonostante i suoi migliori sforzi, Peter non riesce a tenere a bada la sua indole dispettosa. Avventurandosi fuori dal giardino, Peter si ritrova in un mondo in cui le sue marachelle vengono apprezzate, ma quando la sua famiglia rischia tutto per venire a cercarlo, Peter deve capire che tipo di coniglietto vuole essere.

## Produzione

### Riprese
Le riprese principali del film sono iniziate il 25 febbraio 2019 e si sono concluse il 17 maggio 2019 nel Regno Unito e in Australia.

## Distribuzione
Il film, inizialmente previsto per il 3 aprile 2020, poi posticipato al 15 gennaio 2021 e al 2 aprile 2021 a causa della pandemia di COVID-19, è stato distribuito nelle sale cinematografiche statunitensi a partire dal 14 maggio 2021. In Italia il film fu proiettato in anteprima il 30 giugno 2021 durante il 67° Taormina Film Fest, per poi seguire la distribuzione nelle sale italiane il 1º luglio.